# Leite maltado
Leite maltado é uma bebida à base de leite, malte e, opcionalmente, chocolate.
A ideia de leite maltado foi bastante popularizada pela indústria de alimentos à base de chocolate, principalmente em pó.
- Biscoitos de leite maltado[1]
- Milkshakes maltados

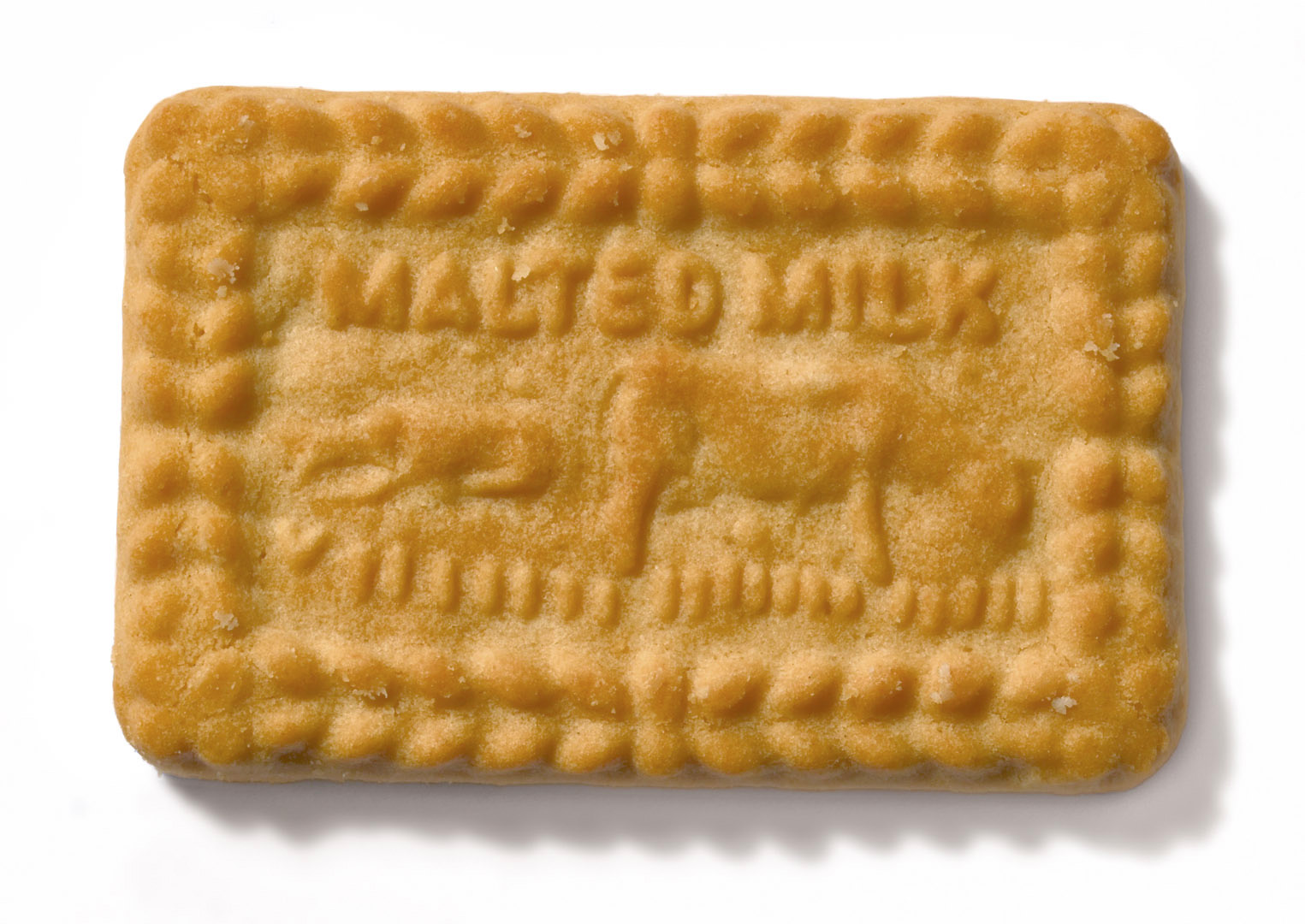
Biscoito de leite maltado ("Malted Milk")

- Chocolates: a indústria de chocolates muito utiliza este produto em diversos tipos de chocolates
- Sorvete: leite maltado e achocolatado é usado como cobertura para alguns tipos de sundaes.